# Auros
Auros – miejscowość i gmina we Francji, w regionie Nowa Akwitania, w departamencie Żyronda.
Według danych na rok 1990 gminę zamieszkiwało 669 osób, a gęstość zaludnienia wynosiła 44 osób/km² (wśród 2290 gmin Akwitanii Auros plasuje się na 596. miejscu pod względem liczby ludności, natomiast pod względem powierzchni na miejscu 747.).